# Чурино (Кезький район)
Чу́рино (рос. Чурино) — присілок в Кезькому районі Удмуртії, Росія.
Населення — 56 осіб (2010; 99в 2002).
Національний склад станом на 2002 рік:
- удмурти — 100 %

Урбаноніми:
- вулиці — Логова, Польова, Центральна